# 瓦蒂耶圣奥布拉 (伊泽尔省)
瓦蒂耶圣奥布拉（法語：Oytier-Saint-Oblas）是法国伊泽尔省的一个市镇，属于维埃纳区（Vienne）埃里厄县（Heyrieux）。该市镇总面积14.3平方公里，2009年时的人口为1559人。

## 人口
瓦蒂耶圣奥布拉人口变化图示